# Ligne de Szombathely à Szentgotthárd
La ligne de Szombathely à Jennersdorf par Szentgotthárd ou ligne 21 est une ligne de chemin de fer de Hongrie. Elle relie Szombathely par la gare de Szombathely à Szentgotthárd par la gare de Szentgotthárd. Elle dessert l'Ouest du pays.